# Engyprosopon obliquioculatum
Engyprosopon obliquioculatum är en fiskart som först beskrevs av Fowler, 1934.  Engyprosopon obliquioculatum ingår i släktet Engyprosopon och familjen tungevarsfiskar. Inga underarter finns listade i Catalogue of Life.